# Monument naturel national de Lunar Crater
Lunar Crater National Natural Landmark est un cratère volcanique situé à 110 km au nord-est de Tonopah dans le comté de Nye, au centre du Nevada  . Il a été désigné monument naturel national en 1973. 

## Caractéristiques volcaniques
Il s'agit d'un cratère de 1,6 km² qui aurait été formé par plusieurs explosions volcaniques et qui est l'un des deux maars du champ volcanique du cratère lunaire de la chaîne de Pancake Range. 

## Formation des astronautes
En septembre 1972, le cratère a été utilisé par la NASA pour former géologiquement les astronautes d'Apollo à reconnaître les caractéristiques volcaniques attendues sur le site d'atterrissage d'Apollo 17. Leurs exercices sur le terrain comprenaient deux traversées de rover. Parmi les instructeurs géologues notables figuraient William R. Muehlberger. 